# Oddział Apolinarego Kurowskiego

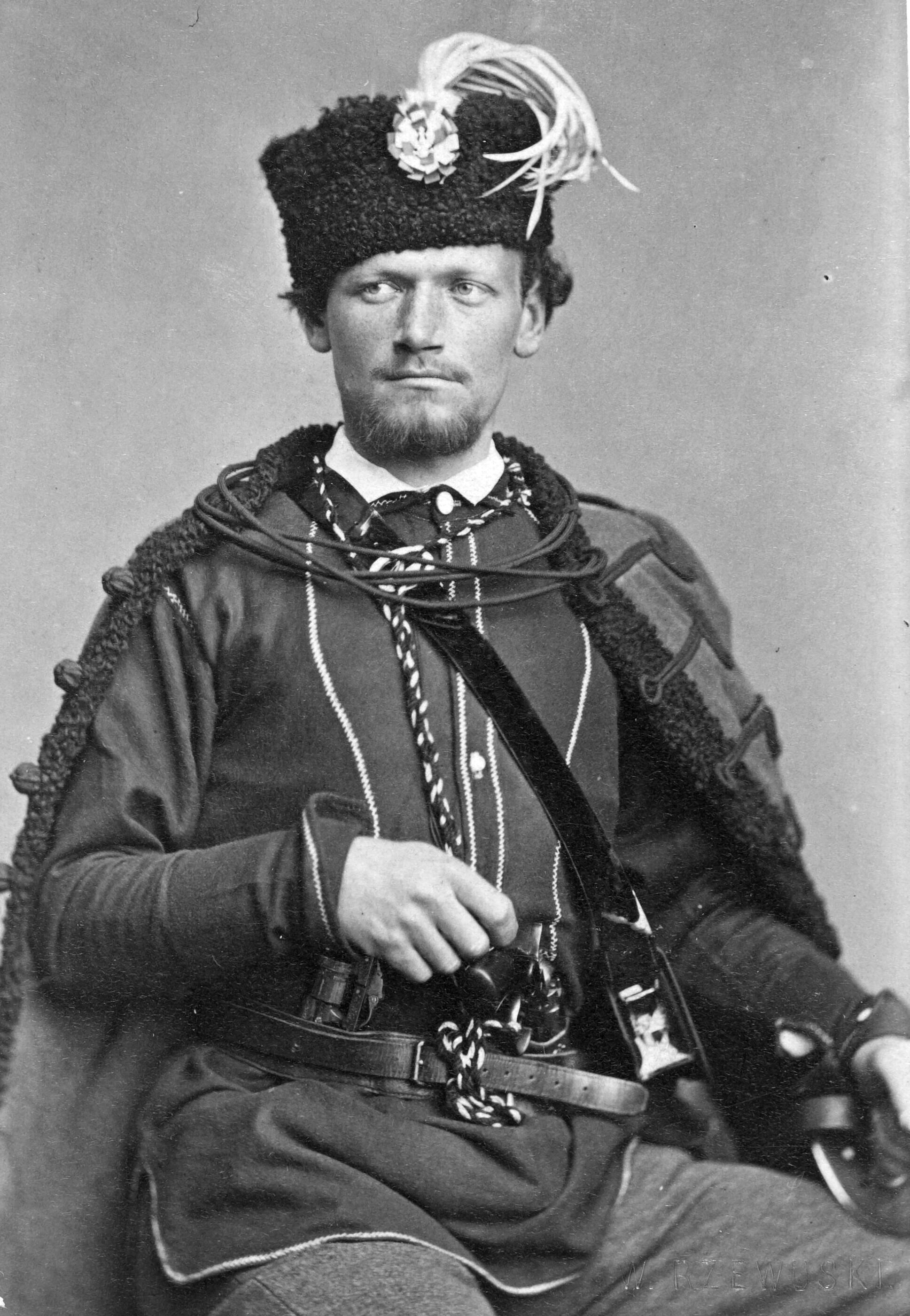
Apolinary Kurowski

Oddział Apolinarego Kurowskiego – partia powstańcza okresu powstania styczniowego.
Oddział został sformowany na terenie Zagłębia Dąbrowskiego. Jego dowódcą był Apolinary Kurowski herbu Nałęcz, natomiast kapelanem – ksiądz bernardyn Serafin Szulc.
6 lutego 1863 Apolinary Kurowski na czele swojego oddziału, liczącego wówczas 150 osób, wraz z 50 kosynierami Teodora Cieszkowskiego, wyruszył ze Sławkowa do Maczek. Rosyjska załoga dworca w Maczkach, jak tylko dowiedziała się o wymarszu powstańców, uciekła już dzień wcześniej.
Zdobycznym pociągiem składającym się z 2 lokomotyw i 10 wagonów, powstańcy przejechali przez Ząbkowice i Dąbrowę do Sosnowic (Sosnowca).
Rosjanie zabarykadowali się w budynku dworca kolejowego, lecz zostali otoczeni przez oddziały powstańczej piechoty.

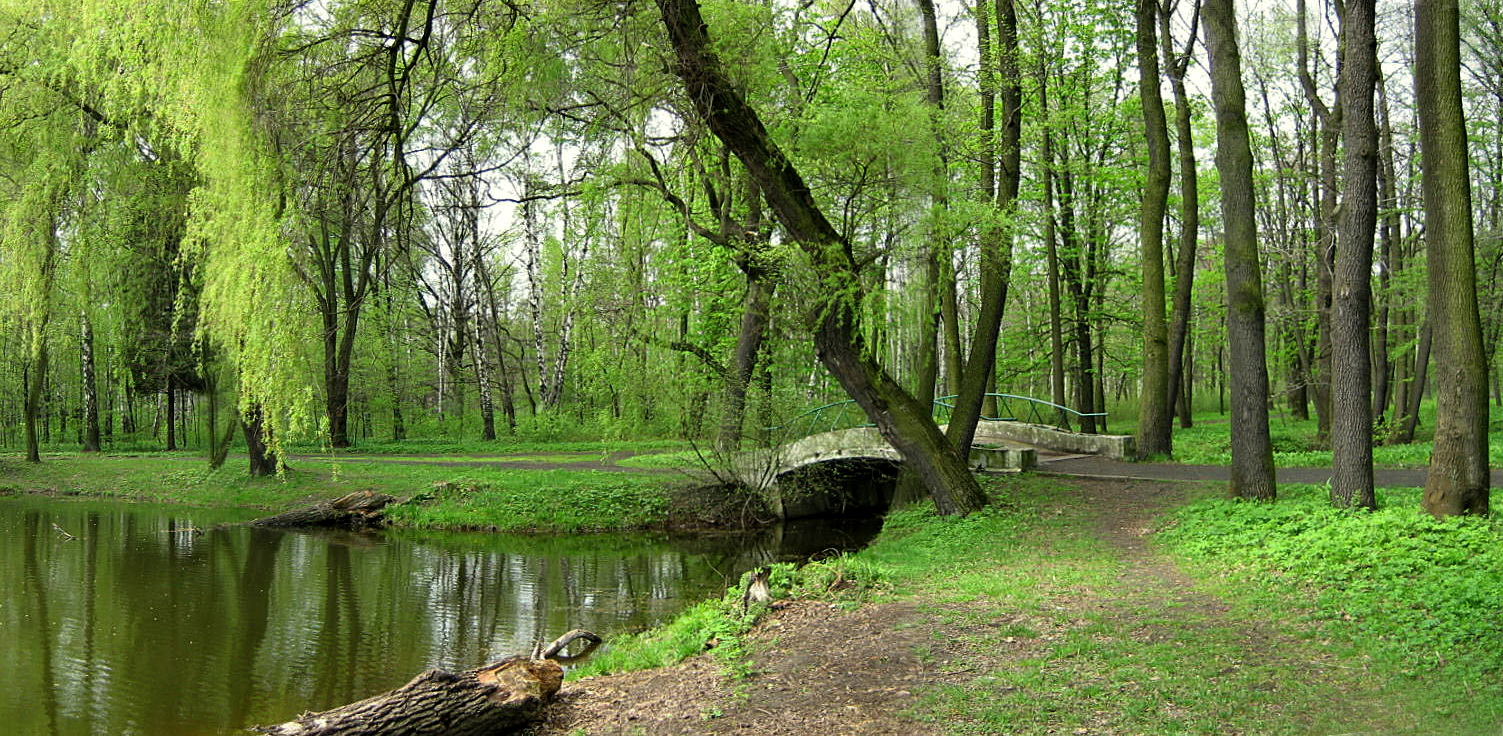
Dąbrowa Górnicza, Park Zielona

Po długim ostrzale do ataku przystąpili kosynierzy, wskutek czego dworzec został zdobyty. W walkach tych Teodor Cieszkowski został ranny w rękę. Powstańcy zdobyli duże ilości składowanego tam tytoniu i ołowiu, a także znaczną kwotę rubli w srebrze.
Oddział Kurowskiego wrócił po akcji do Dąbrowy, gdzie urządzono kwaterę w mieszkaniu Józefa Patrycego Cieszkowskiego.

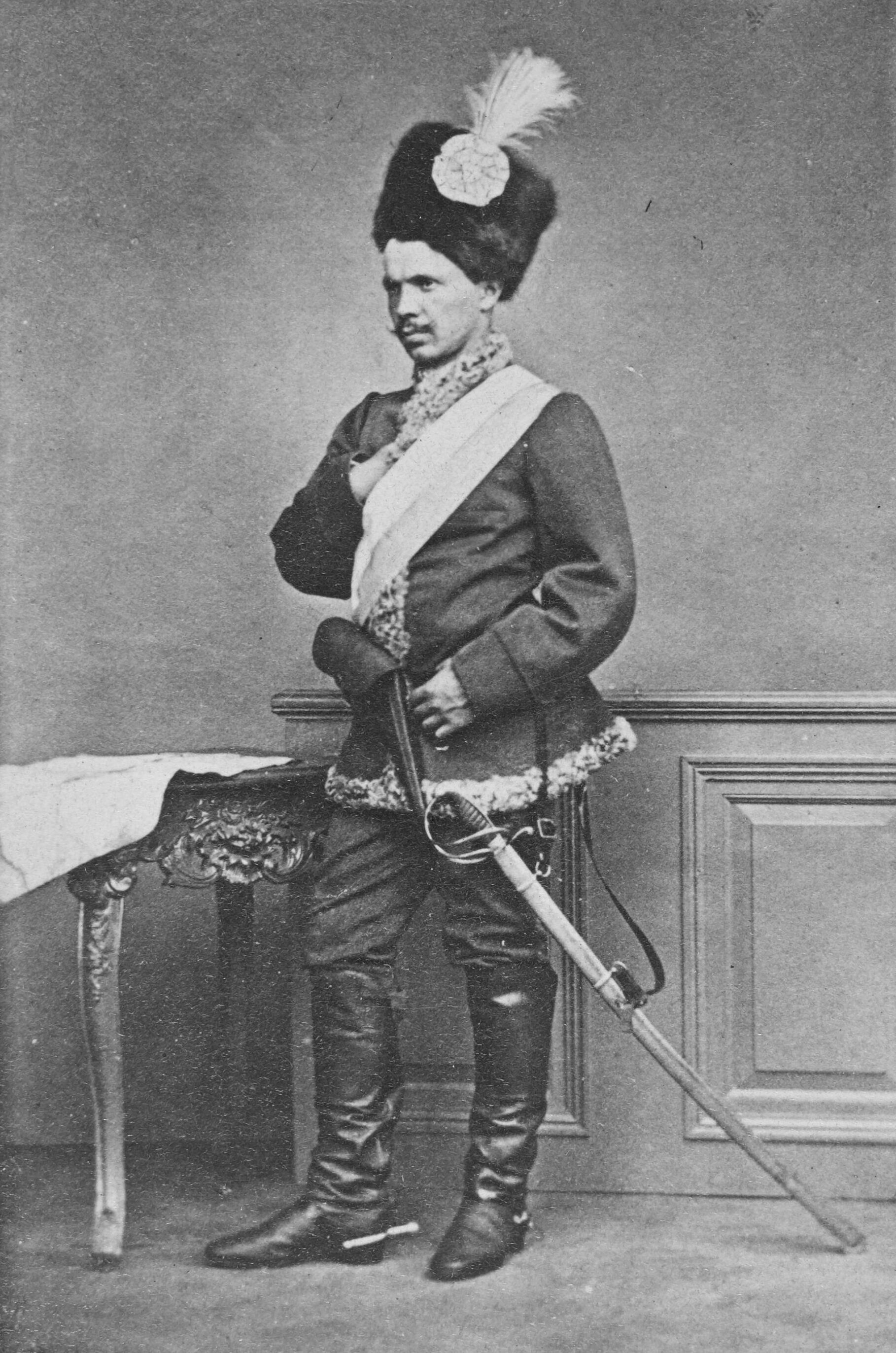
Teodor Cieszkowski

Kurowski podzielił pieniądze zdobyte w Sosnowcu. Za połowę kupił u Żydów będzińskich po obniżonej cenie zapas kożuchów, buty i inne niezbędne wyposażenie. Żydzi ofiarowali przy tym Kurowskiemu uzbierane w swoim gronie 10 000 polskich złotych.
Dwudniowy pobyt oddziału Apolinarego Kurowskiego w Dąbrowie zakończył się uroczystą mszą polową z udziałem mieszkańców i miejscowej orkiestry górniczej. Przy dźwiękach Mazurka Dąbrowskiego, powstańcy wymaszerowali w kierunku Sławkowa i Olkusza. Na czele oddziału szła jednolicie umundurowana orkiestra, której członkowie wzięli potem udział w powstańczych potyczkach.
W oddziale walczył m.in. Jan Schneider i prawpodobnie Jan Habryka.